# Lotta Wenglén
Annika Liselott "Lotta" Wenglén, född 27 april 1971 i Möllevångens församling, Malmö, är en svensk låtskrivare, sångerska och gitarrist.
I mitten av 1990-talet var Lotta Wenglén medlem i banden Ba-ba-loo och Bobby ray och senare i Up the mountain (tillsammans med bl.a. Bengt Lagerberg, Magnus Sveningsson och Lasse Johansson från The Cardigans), Sunshine Rabbits (tillsammans med Cecilia Nordlund, Petra Lilja och Carolina Carlbom), Den offentliga sektorn (tillsammans med Åsa Gustafsson, Christine Owman och Sverker Stenbäcken), Fullmånen från Helvetet (tillsammans med Cecilia Nordlund, Åsa Gjerstad och Julia Giertz) och Det döda köttet (tillsammans med Cecilia Nordlund och Carolina Carlbom). Från 2015 har Lotta varit aktiv i duon Blind Lake tillsammans med Måns Wieslander.
År 2001 släppte Lotta Wenglén sin debutskiva på skivbolaget Adrian Recordings och med på skivan fanns låten "The hard part's to stay" som framfördes och spelades in tillsammans med den amerikanska låtskrivaren Chip Taylor. Wenglén driver sedan 2001 ett eget skivbolag vid namn Margit Music, samt en egen inspelningsstudio, Margit Music Studio i Böste.
År 2011 medverkade Lotta Wenglén i Jessica Nettelbladts dokumentärfilm Jag är min egen Dolly Parton som sig själv tillsammans med Nina Persson, Cecilia Nordlund, Helena Josefsson samt Gudrun Hauksdottir och släppte under samma år sitt femte fullängdsalbum Thanks for your generous donations.
Wenglén skapar även musik för både film, radio och teater. 2012 hade scenhowen Bättre än så här blir det inte urpremiär på Folkteatern i Göteborg, med musik tonsatt av Wenglén. Musiken framfördes på scen av Den offentliga sektorn med Wenglén som kapellmästare, och släpptes i mars 2014 på skiva med titeln Orsak och verkan.
I Lotta Wengléns liveband har bland annat Magnus Sveningsson (The Cardigans), Carolina Carlbom (The Pusjkins) och Måns Wieslander (Elevator Adam, Twin Piloda) ingått.
2015 startade Lotta och Måns Wieslander duon Blind Lake och har gett ut två album sedan dess, On earth 2015 samt Streetlife 2020.
2018 påbörjade Lotta ett samarbete med Lasse Johansson Ståle kring sitt nya material på svenska. Detta samarbete ledde fram till EP:n Alla andra ska dö med release 2020. Lotta kallar själv genren för "palliativ pop".

Diskografi (soloalbum, EP)
- 2001 Golden Green
- 2002 Scratch
- 2002 Paintbrush
- 2005 Ask Harry
- 2007 In the Core

- 2011 Thanks for your generous donations
- 2020 Alla andra ska dö

Filmmusik:
- 2015 “Älskade stjärna”, “Above all species”, Conjunction/Solid Entertainment
- 2013 “If there is such a place“, Tystnad Tagning
- 2011 “Jag är min egen Dolly Parton”, Mantaray Film AB
- 2011 “Dokumentärt berättande”, ABF Play
- 2004 “Sunken treasure” i filmen “Six Points”, Sonet Film
- 2003 “Loveboat“, WG Film
- 2002 ”Vägen till Pärleporten”, Lejoni Produktion

Teater:
- 2018 “Slapstick och Storhetsvansinne”, Kurage, Gbg
- 2018 “Halland Love Stories” Teater Halland, Varberg
- 2016 “Vag terräng” Teater Kurage, Gbg
- 2016 “För allas trevnad”, Vara Konserthus/Storan, Gbg
- 2015 ”MENS”, Teater Tamauer, Gbg
- 2013 ”Den stora smällen”, Statsteatern, Malmö
- 2012 ”Bättre än så här blir det inte”, Folkteatern, Gbg

2011 ”Ett skräckscenario”, Statsteatern, Malmö

Teater /Lotta Wenglén tillsammans med Cecilia Nordlund):
- 2020 “Moderna Tider, Foltkeatern Gbg
- 2020 "Bildningsbyrån" mattor till program, UR, Sveriges Radio
- 2020 “Ett Drömspel” Helsingborgs Stadsteater
- 2019 “Tårtbagaren”, Teater Halland, Varberg
- 2017 “Skvalpet”, Malmö Dockteater, Malmö
- 2016 “Bildningsbyrån ljudmattor”, UR, Sveriges Radio
- 2016 “Pappa är ute och cyklar” Teater 23, Malmö
- 2016 “Förslag till framtiden” Teater 23, Malmö
- 2015 “Bildningsbyrån signatur och ljudmattor” UR, Sveriges Radio
- 2014 ”Författarröster om demokrati”, UR, Sveriges Radio
- 2014 ”Monster”, Teater 23, Malmö
- 2010 ”Prick & Fläck”, Teater 23, Malmö

Teve:
- 2013 Vinjett ”Fräng”, SVT Flow

Reklam:
- 2016 “Myrorna- det dukade bordet” Myrorna, AOKI, Gbg